# Amparo Llanos
Pour les articles homonymes, voir Llanos (homonymie).
Amparo Llanos (Madrid, 27 mai 1965) est une guitariste et auteur-compositrice-interprète espagnole.
Elle est membre du groupe Dover. Elle et sa sœur Cristina sont les leaders du groupe.